# Ростовская соборная мечеть (2003)
Ростовская соборная мечеть — единственная действующая мечеть в Ростове-на-Дону.

## История
В царские времена на улице Красноармейской находилась большая центральная мечеть. В 1968 году её закрыли без объяснения причин. Мусульманам выделили участок земли в центре города в парке «Строителей». Попытки начать строительство мечети в Ростове приводили к конфликтам. В итоге место для мечети в Ростове-на-Дону нашлось в лесопарковой зоне, где нет жилых построек в радиусе ста метров.

## Архитектурные особенности
Новая мечеть строилась с 1999 по 2003 год. При её возведении учитывались все новейшие строительные технологии и старинные архитектурные традиции. Одновременно на молитву сюда могут прийти до полутора тысяч человек.
Рядом с двухэтажным зданием мечети возвышается 27-метровый минарет. По субботам и воскресеньям в мечети проводятся занятия по изучению арабского языка, Корана и истории ислама.

## Фотогалерея

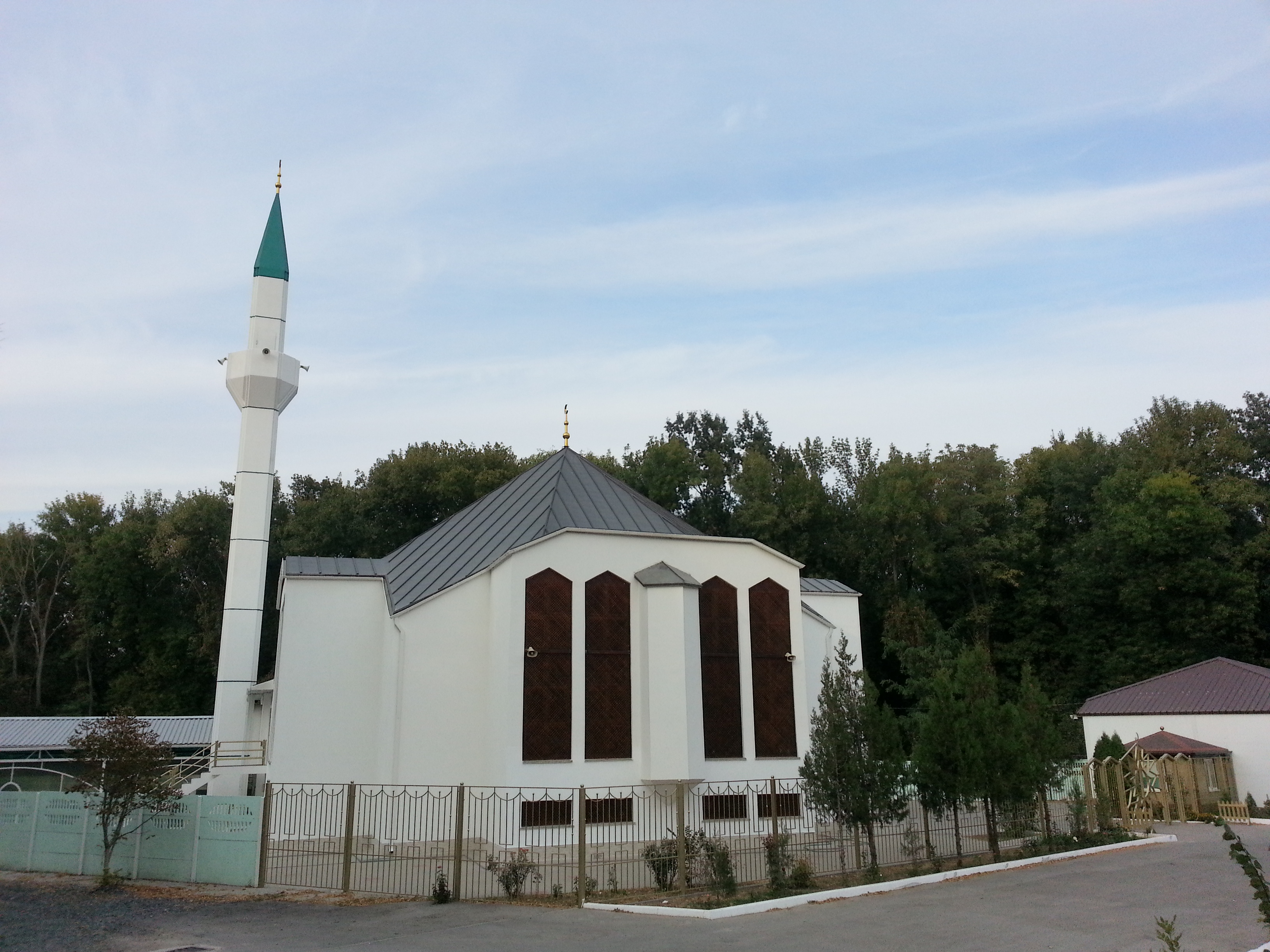
Соборная мечеть Ростова-на-Дону
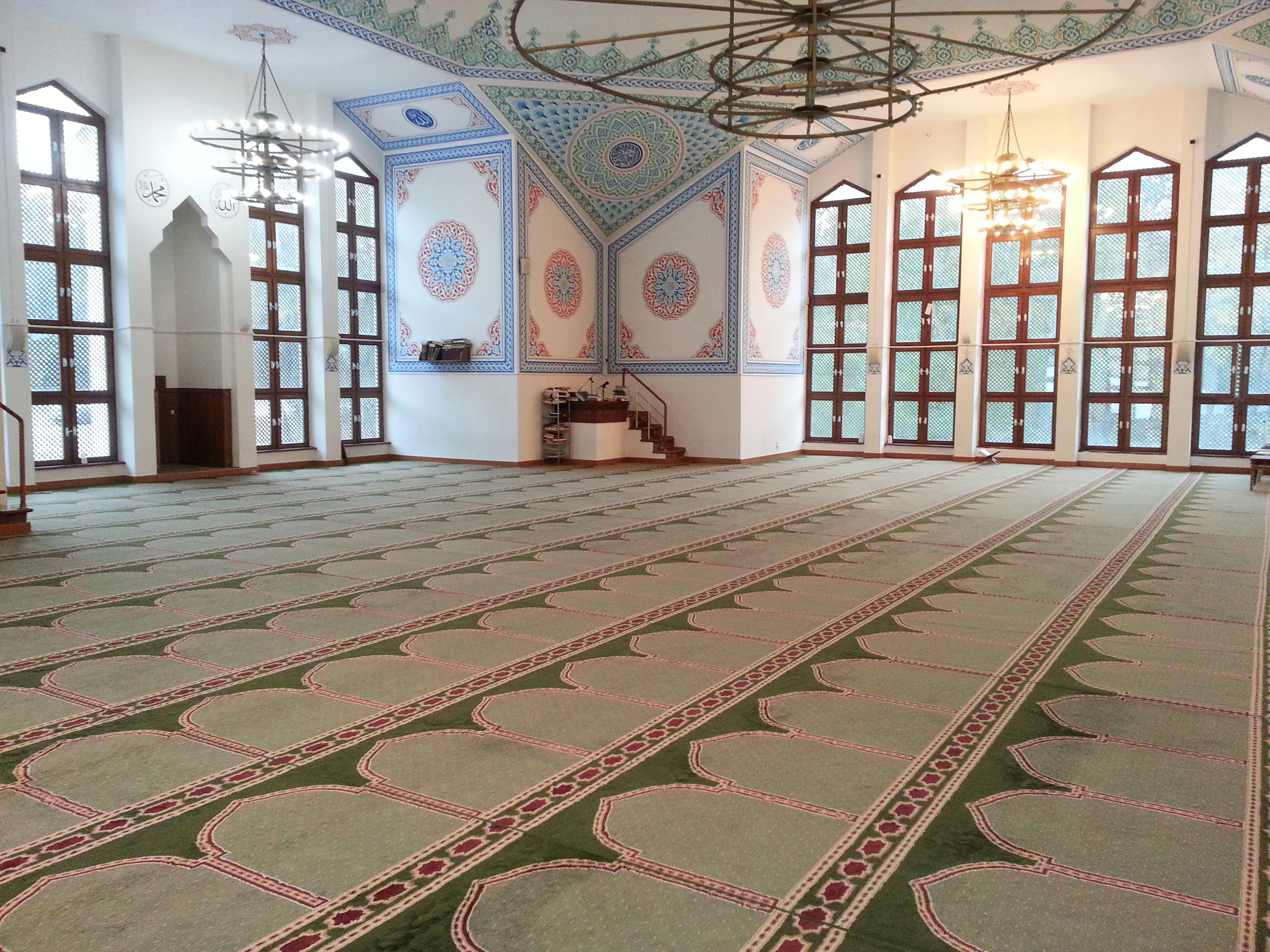
Мужской зал соборной мечети
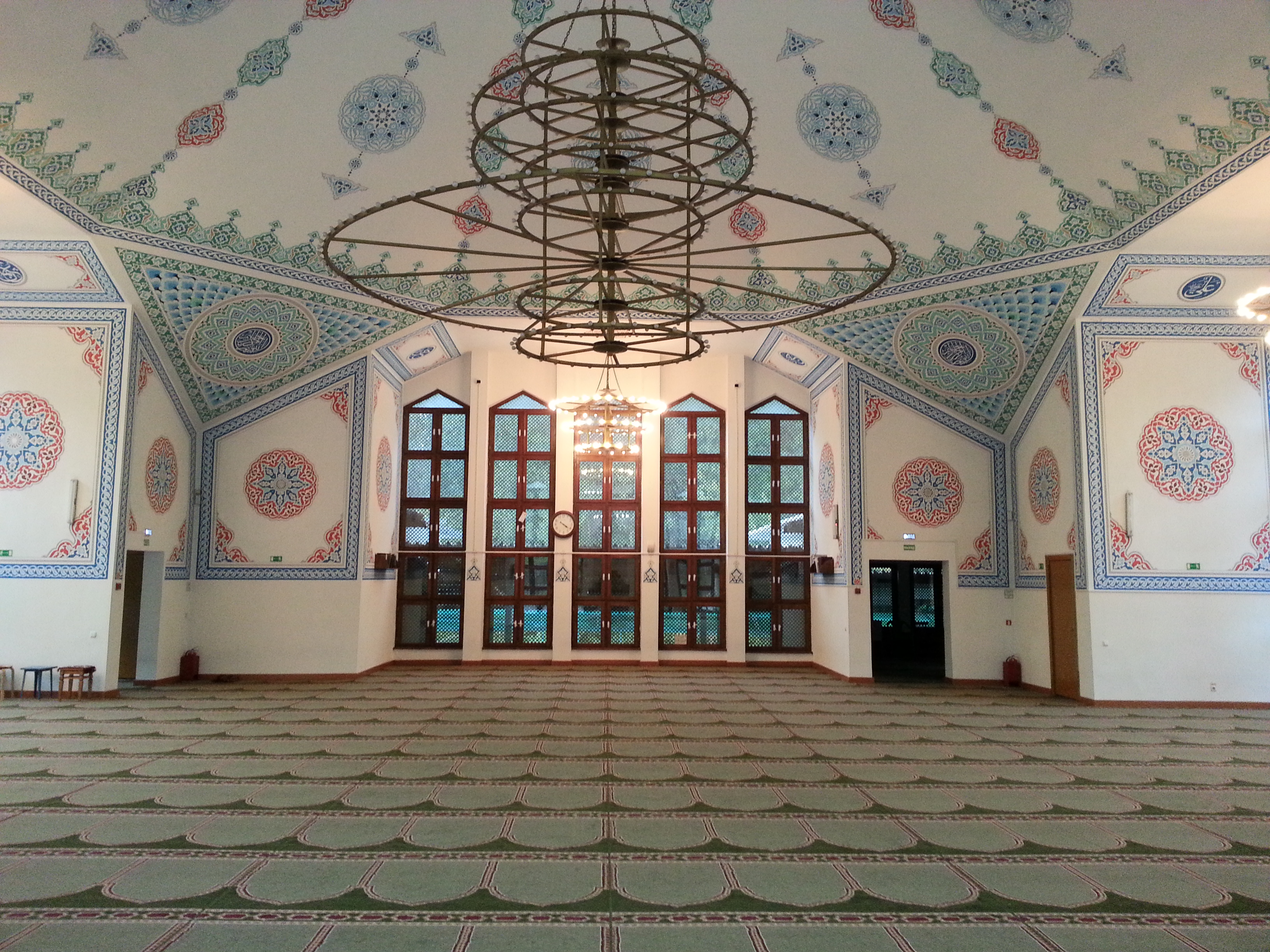
Мужской зал соборной мечети